# Stéphane Mandelbaum
Stéphane Mandelbaum (Brussel, 8 maart 1961 - Namen, december 1986) was een Belgisch beeldend kunstenaar. Hij was de zoon van kunstschilder en hoogleraar Arié Mandelbaum maar verzette zich tegen elke vorm van academisme. Hij spiegelde zich aan tragische kunstenaars als Arthur Rimbaud en Francis Bacon en was gefascineerd door de onderwereld. Hij werd op 25-jarige leeftijd vermoord maar liet wel een omvangrijk oeuvre na. Dit bestaat uit snelle, directe schetsen met namen, zinnen en krabbels, en ook uit portretten van zichzelf, naasten, bekende personen en personen uit de onderwereld. Mandelbaum werkte obsessief en was ook een provocateur, door bijvoorbeeld als jood nazi-kopstukken te tekenen.

## Tentoonstellingen
Tekeningen van Stéphane Mandelbaum werden in 2019 tentoongesteld in het Centre Pompidou (Parijs) en het Joods Museum (Brussel).
- Bibliothèque nationale de France: cb16933038k (data)
- Digitale Bibliotheek voor de Nederlandse Letteren: mand052
- Gemeinsame Normdatei: 119416018
- International Standard Name Identifier: 0000 0000 3542 156X
- Library of Congress Control Number: n93043208
- Nationale Bibliotheek van Tsjechië: pna20241236555
- Nationale Bibliotheek van Israël: 987007270633205171
- RKD-Nederlands Instituut voor Kunstgeschiedenis: 204339
- Système universitaire de documentation: 185200443
- Virtual International Authority File: 30346294
- WorldCat: E39PBJxhk7DPTGqP88YfJjrTHC